# Cylindre elliptique

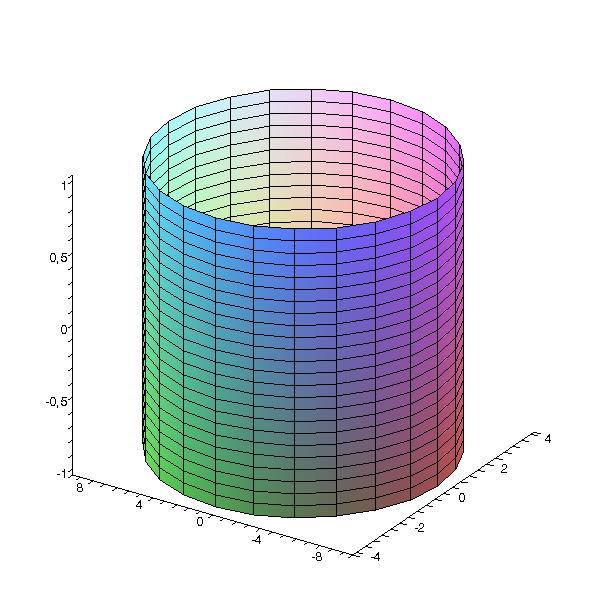
Un cylindre elliptique.

En mathématiques, et plus précisément en géométrie euclidienne, un cylindre elliptique est une quadrique dégénérée : le rang de la forme quadratique associée à un cylindre elliptique est 2.
L'équation réduite du cylindre elliptique est de la forme
où a et b sont les demi-grands axes de l'ellipse obtenue en intersectant le cylindre elliptique avec un plan d'équation Z = constante.